# Kontrastverstärker
Kontrastverstärker sind Lebensmittelzusatzstoffe, die auf der Oberfläche von Obst und Gemüse aufgetragen werden. Sie sollen dazu beitragen, bereits depigmentierte Stellen von der verbleibenden Fläche abzuheben und so ein Plastiketikett zu ersetzen.

## Eigenschaften

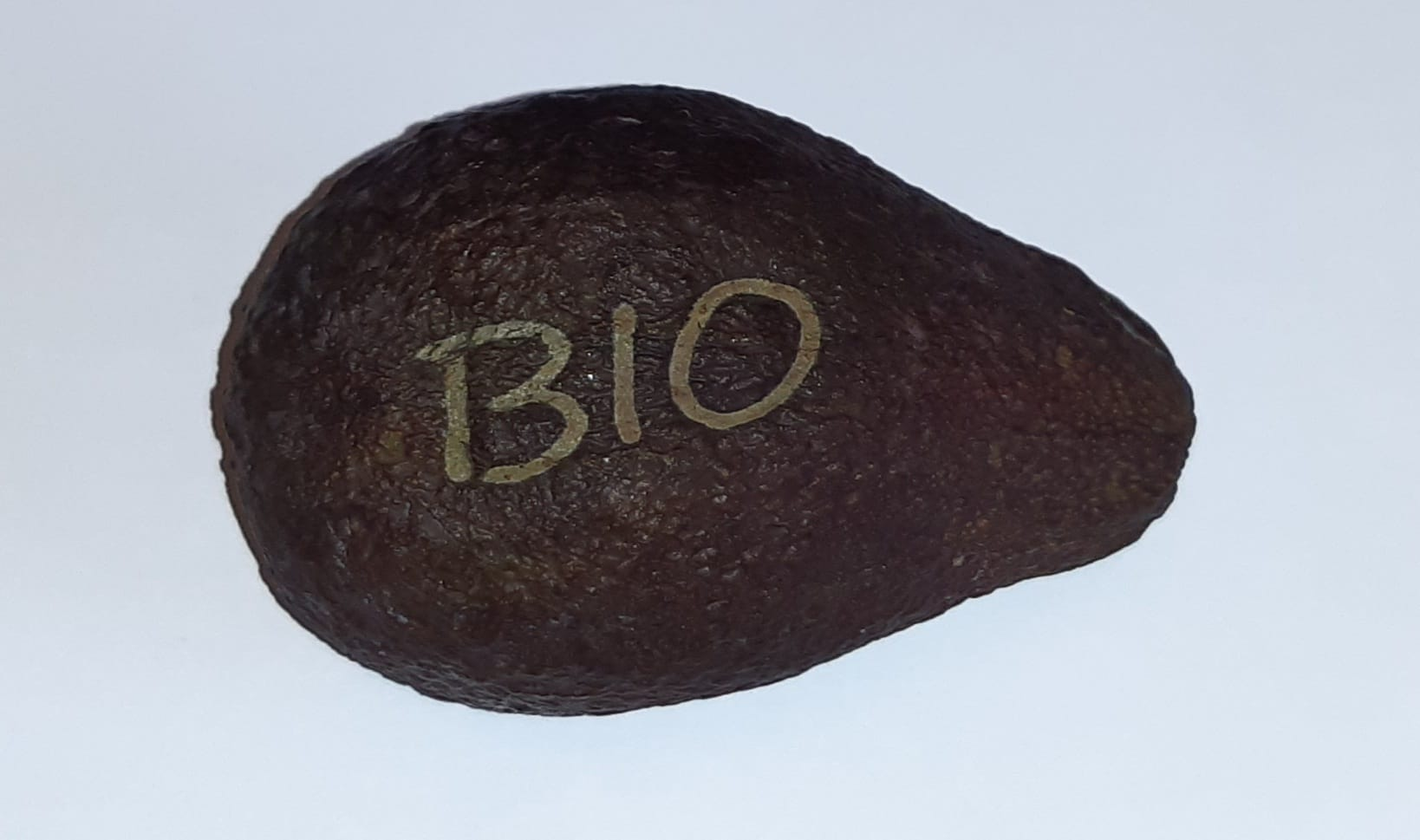
Bio-Kennzeichnung einer Avocado

Kontrastverstärker werden auf die äußere Oberfläche von Obst und Gemüse aufgebracht, nachdem die Oberfläche zuvor beispielsweise mithilfe einer Laserbehandlung depigmentiert wurde. Es kommt dabei zu einer Reaktion vom Kontrastverstärker mit bestimmten aus der Epidermis freigesetzten Komponenten. In Folge dieser Reaktion kommt es zu einem Farbunterschied zur verbleibenden unbehandelten Oberfläche. Durch diesen Vorgang können die Produkte langfristig beschriftet werden. Es kommt hierbei zu keiner Verringerung der Qualität oder der Haltbarkeit des Lebensmittels.

## Verwendung
In der Europäischen Union sind nur Eisenoxide und Eisenhydroxide E 172 für die Kennzeichnung von Zitrusfrüchten, Melonen und Granatäpfeln zugelassen.
In Kombination mit dem Kontrastverstärker wird häufig Hydroxypropylmethylcellulose E 464 als Überzugsmittel verwendet. Polysorbate (E 432 bis E 436) sind als Emulgatoren für Kontrastmittelzubereitungen zugelassen.
Bei manchen Lebensmitteln reicht das Natural Branding also das ausschließliche Verätzen der Oberfläche nicht aus, sodass im Anschluss eine Kontrastverstärkung erfolgen muss, um die Lebensmittel langfristig zu kennzeichnen.
Dieses Verfahren gelingt am besten bei Früchten mit fester Schale wie beispielsweise Avocados, Süßkartoffeln und Kürbissen.

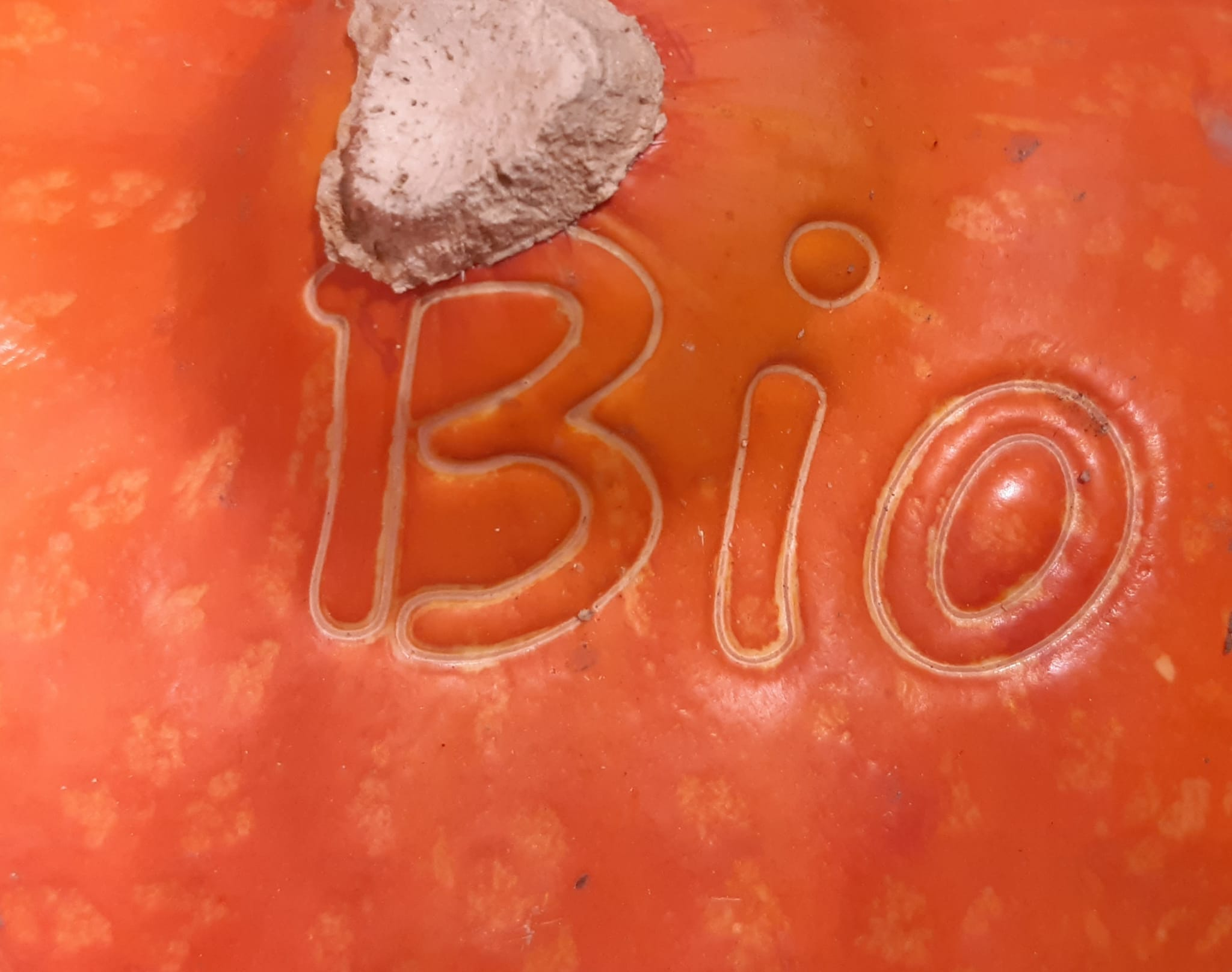
Bio-Kennzeichnung eines Kürbisses

## Rechtliche Situation
Die Funktionsklasse der Kontrastverstärker wurde erstmals in Anhang I der Verordnung (EG) Nr. 1333/2008 erwähnt. Die Verwendung von Kontrastverstärkern ist in der Europäischen Union und der Schweiz weiterhin zugelassen. Da die Zusatzstoffe nur auf der Schale aufgetragen werden, die in der Regel nicht verzehrt werden sollte, ist die Angabe der Lebensmittelzusatzstoffe auf dem Produkt freiwillig.

## Gesundheitliche Risiken
Da die Zusatzstoffe nur in kleinen Mengen auf der Oberfläche aufgetragen werden, wird angenommen, dass diese nicht in das Lebensmittel eindringen. Solange die Schale nicht mit verzehrt wird, ist die Verwendung somit gesundheitlich unbedenklich.

## Nachhaltigkeit
Die EU-Verordnung gibt vor, dass alle Lebensmittel, so auch die Bio-Produkte, dementsprechend gekennzeichnet werden müssen. Dies geschah lange Zeit mithilfe von Plastikverpackungen. Mittlerweile werden auch Aufkleber oder Banderolen verwendet, die den Verbrauch an Plastikverpackungen reduzieren. Durch das Verfahren des Natural Brandings kann ein weiterer Teil des Verpackungsmülls eingespart werden.